# Luigi Fulci
Luigi Fulci (Modica, 20 maggio 1872 – Roma, 11 ottobre 1930) è stato un avvocato e politico italiano, e ministro delle Poste del Regno d'Italia.

## Biografia
Figlio del magistrato Ludovico Fulci Gordone e di Arcangela Celi, cugino dei parlamentari Ludovico Fulci (1850-1934) e Nicolò Fulci (1857-1908). Dopo una prima formazione a Modica (dove nasce il 20 maggio 1872), ed a Siracusa, Luigi Fulci nel 1894 si laurea in giurisprudenza a Messina. Viene avviato alla professione negli studi di due dei più noti penalisti siciliani dell’epoca: lo zio acquisito Francesco Faranda e il cugino del padre, Ludovico Fulci, entrambi deputati eletti nelle liste radicali. Proprietario insieme al fratello Francesco Paolo del quotidiano La Gazzetta di Messina dal 1895, lo dirige trasformando la testata in La Gazzetta di Messina e delle Calabrie. Nella crisi di fine secolo sostiene la linea politica di Zanardelli seguita dai cugini Ludovico e Nicolò Fulci nella lotta contro i decreti liberticidi di Pelloux, facendosi processare per reato di stampa e provocando la prima pronuncia di incostituzionalità dei decreti governativi.
Entrato in massoneria nel 1901 ne scala rapidamente la vetta e si avvia alla carriera politica ricoprendo incarichi amministrativi nella provincia di Messina.
Nel frattempo, sposa nel 1903 Lucia Ardizzone, figlia del magistrato siracusano Antonino Ardizzone e di Giuseppa L’Astorina. Dal matrimonio nascono due figlie, Arcangela e Giuseppa detta Jose.
Scampato al terremoto di Messina del 1908, in cui muoiono la sorella Vittoria, con quasi tutta la sua famiglia e il cugino Nicolò, Luigi Fulci condivide col cugino superstite, il deputato Ludovico, la gestione del primo progetto di ricostruzione della città. Nel 1911 è uno dei fondatori delle Tramways siciliane. Scrive il compendio giuridico più noto in tema di conseguenze giuridiche dei sismi, dal titolo Le leggi speciali italiane in conseguenza di terremoti, pubblicato nel 1916 per la Società Editrice Libraria di Milano.
In quest’epoca Fulci acquista una discreta fama come avvocato e, trasferitosi a Roma con la famiglia, apre uno studio in via Po (oggi via Tagliamento).
Da qui in avanti il suo impegno politico acquista una dimensione che da locale si fa nazionale.

### L’ingresso nella vita politica
Eletto al Parlamento nel Collegio di Messina nel 1919 nella lista democratica, vicina a Giolitti, Luigi Fulci si iscrive al gruppo radicale impegnandosi con il cugino Ludovico e con il duca Giovanni Antonio Colonna di Cesarò nella creazione della Democrazia Sociale, che verrà formata ufficialmente dopo le elezioni del 1921.
Come deputato si fa apprezzare per alcuni suoi interventi alla Camera: particolarmente importante il suo discorso sul governo Bonomi.
Viene nominato Ministro delle poste nei due governi Facta. Come testimonia nelle sue memorie l’allora Guardasigilli, Giulio Alessio, il Fulci dopo qualche esitazione iniziale, si schiera apertamente contro il fascismo. Nella seduta del Consiglio dei Ministri del 26 ottobre 1922, alla vigilia della Marcia su Roma, sostiene “con vibrate parole” l’arresto delle più alte gerarchie fasciste, proposto dal Ministro dell’Interno, Taddei. In quell’occasione viene anche coinvolto in un obliquo tentativo degli Aosta di dissociarsi dalla Marcia su Roma, custodendo un documento che gli procurerà infiniti fastidi, ma costituirà anche una potente arma per condizionare l’establishment.
Lasciata la carica di ministro, Luigi Fulci torna a dedicarsi alla professione, divenendo anche dapprima consulente legale e quindi, nel dicembre 1923, presidente del CdA della Banca Adriatica di Trieste. La situazione, tutt’altro che florida, di tale banca, fortemente invischiata nel traffico di armi coi Balcani, sfocia peraltro nella bancarotta l’anno seguente: nella successiva procedura giudiziaria, che durerà sino al 1929, è coinvolto anche il Fulci, che viene però assolto per insufficienza di prove e soprattutto perché i fatti contestati erano avvenuti in epoca precedente alla sua nomina a presidente della banca.

#### L'opposizione al fascismo
Fonda nel gennaio 1924 a Messina il quotidiano antifascista “La Sera”. Eletto nell’aprile 1924 per la terza volta consecutiva alla Camera dei Deputati nelle file della Democrazia Sociale, diviene uno dei protagonisti della secessione dell’Aventino, a seguito del delitto Matteotti. Dichiarato decaduto dalla carica parlamentare nel novembre 1926, assieme agli altri aventiniani, viene sottoposto a partire da quel momento a stringenti misure di polizia, con costanti pedinamenti e perquisizioni contemporanee nelle sue abitazioni e studi professionali di Roma e in Sicilia. Ma lungi dal piegarlo, la persecuzione lo rende ancora più critico del regime.
Insieme a di Cesarò, Luigi Fulci spera in una iniziativa monarchica di dissociazione dal fascismo. Il suo carattere lo induce ad atteggiamenti di indipendenza e iniziative pericolose, come quella di cercare di mettersi in contatto con il gran maestro della massoneria giustinianea Domizio Torrigiani, appena inviato al confino politico di Lipari. Inoltre, stando ai rapporti dei delatori dell’epoca, il Fulci mantiene anche in pubblico un atteggiamento di sfida e denuncia nei confronti del regime.
Si intitola “L’assassinio di Luigi Fulci” un libro di Marcello Saija, edito da Rubbettino nel 2019, nel quale si ricostruiscono i fatti che indussero la polizia fascista a sopprimere l’ex ministro. Questi morì l’11 ottobre del 1930, alla vigilia dei due clamorosi processi che portarono alla sconfitta del nucleo in Italia di “Giustizia e Libertà” e alla dispersione del gruppo di “Alleanza Nazionale per la libertà”.
Solo da qualche tempo gli storici sono venuti esaminando i fatti di quell’epoca, alla luce di documenti che, studiati e confrontati tra loro, hanno consentito di gettare più luce su quello che, con termine in realtà un po’ equivoco, viene chiamato “antifascismo moderato”.
In sintesi, nel 1930 la situazione stava diventando seriamente pericolosa per il regime a causa dei seguenti avvenimenti:
1. la spettacolare fuga da Lipari degli antifascisti Carlo Rosselli, Emilio Lussu e Francesco Fausto Nitti (luglio 1929)[12];
2. la costituzione a Parigi del Movimento filo-repubblicano “Giustizia e Libertà”, con ramificazioni nel Nord Italia (Autunno 1929)[13];
3. la rifondazione in esilio, sempre a Parigi, della Massoneria (Grande Oriente d’Italia) – (gennaio 1930)[14].
4. la nascita di “Alleanza Nazionale per la libertà”, associazione antifascista clandestina filo-monarchica, formata in Italia da Lauro De Bosis, Mario Vinciguerra, Umberto Zanotti Bianco e Giovanni A. Colonna di Cesarò, con la diffusione in Italia di volantini quindicinali antifascisti (luglio 1930)[15].
5. il lancio da un aereo, decollato dalla Svizzera, di manifestini antifascisti su Milano (luglio 1930)[16].
6. il permanente attivismo del movimento clandestino del Partito Comunista in Italia specie in Piemonte, Lombardia ed Emilia (luglio 1930)[17].
7. la scoperta da parte della polizia fascista, grazie a un delatore (l’avvocato Carlo Del Re), della preparazione di una serie di attentati dinamitardi, contro alcune sedi di Intendenza di Finanza del Nord Italia da parte di “Giustizia e Libertà” (settembre 1930)[18].

Era una minaccia assai seria per il fascismo, che richiedeva una massiccia repressione.

##### L'omicidio
Fu in tale clima cha maturò il disegno dell’assassinio di Luigi Fulci. Il 18 settembre 1930, essendo il Fulci sfuggito nuovamente ai pedinamenti della polizia, viene iscritto nel Bollettino delle Ricerche del Ministero dell’Interno, primo della lista dei “sovversivi” ricercati, con foto segnaletica e indicazione dei connotati. Si raccomanda di “impedirne l’espatrio, perquisirlo, vigilarlo e segnalarlo”. Già nel giugno 1927, in occasione di una precedente perquisizione nelle abitazioni e negli studi del Fulci, l’ordine era stato analogo: “Accurata perquisizione, scopo rinvenimento sequestro documenti che comunque abbiano carattere politico. Stop. Si dispone altresì che predetto sia vigilato, scopo impedire possa espatriare clandestinamente”.
A segnare il destino del Fulci concorsero assai probabilmente i seguenti fattori:
- il suo possesso di documenti compromettenti per il regime e per la monarchia, connessi con la Marcia su Roma, nonché di carte su traffici di armi in cui erano coinvolti alcuni gerarchi fascisti e sui retroscena del delitto Matteotti, consegnategli dall’Amministratore delegato della Banca Adriatica di Trieste, Alessandro Rossini[21];
- il sospetto di un suo coinvolgimento nella rifondazione in Italia della massoneria, di cui Fulci era stato un esponente. Un fonogramma del Ministero dell’Interno del 3 giugno 1927, che disponeva la perquisizione dei suoi domicili, venne schedato dalla polizia politica con la dicitura “Fulci Luigi n° 33949.24 Messina – Agitaz. Massoneria K3”[22];
- il suo crescente attivismo contro il regime. Il 3 luglio 1930, una spia riferisce che trattasi di “un irriducibile antifascista ed acre critico del regime, che non si perita dallo sparlare in pubblico (persino in treno) contro il fascismo”[23];
- la circostanza che Fulci sfuggisse spesso agli stretti controlli cui era sottoposto. Peraltro, la proposta, sempre del luglio 1930, di metterlo sotto “sorveglianza fiduciaria”[24] (cioè di qualcuno che potesse carpirne la fiducia) fu poi abbandonata, perché troppo dispendiosa o di difficile realizzazione o semplicemente per sostituirla con una soluzione più radicale e definitiva: l’eliminazione fisica[25].

La notte tra il 6 e il 7 ottobre 1930, Luigi Fulci compie il suo ultimo viaggio in treno da Messina a Roma. Secondo il racconto di una persona che era con lui, a metà percorso ingerisce un caffè seguito da un liquore e poco dopo si sente male. Scende a Napoli in cerca di un rimedio e perde il treno. Il mattino seguente, viene accompagnato, barcollante, al suo domicilio romano dai due agenti incaricati di pedinarlo. Gli viene diagnosticata una malaria perniciosa. Muore l’11 ottobre, senza riprendere conoscenza.
Rimaste a lungo nascoste le vere cause del decesso di Fulci, sotto la motivazione ufficiale di malaria perniciosa, la riesumazione della salma avvenuta il 26 febbraio 2016, dopo autorizzazione del Tribunale di Messina, ha permesso di confermare i sospetti a lungo coltivati dalla famiglia sulla vera natura della sua morte: l’autopsia non ha fatto riscontrare alcuna traccia di plasmodium falciparum (l’agente patogeno della malaria), evidenziando bensì la somministrazione di ripetute dosi di chinino, a presunti fini terapeutici, con conseguente arresto cardiaco.

## Intitolazioni
A Luigi Fulci sono state intitolate una Via che dalla frazione Grazia conduce a San Pietro di Milazzo, nonché la Società Operaia di Mutuo Soccorso di San Pietro, da lui fondata nel 1911.

## Opere

### Scritti a carattere giuridico
Il divorzio nella prima epoca del diritto romano, Tipografia Fava e Gargagni, Messina 1894
Del reato d’uso d’arma in duello, S. Lapi, Città di Castello 1895
La responsabilità civile dei vettori di emigranti, Giachetti, Prato 1906
(con Ludovico Fulci), Il libello famoso, con annotazioni di giurisprudenza e legislazione comparata dell’avv. Luigi Fulci, Messina 1908
In causa dell’esattore Setti in corte d’appello: note aggiunte alla discussione orale, Messina 1911
Le leggi speciali in conseguenza di terremoti: esposizione e commento, Società Ed. Libraria, Milano 1916
La difesa dell’Italia dai terremoti- in l’Almanacco italiano: piccola enciclopedia della vita pratica e annuario diplomatico amministrativo e statistico. Ed. Bemporad, Firenze1919
Terremoto, voce in “Enciclopedia giuridica italiana”, Vol. XXIV, Milano 1922, pp. 599-741
In difesa di Marta Wilmsen (vedova Peirce). Arringa dell’avv. On. Luigi Fulci, Roma 1924

### Discorsi parlamentari
Gli interventi in parlamento di Luigi Fulci sono stati in ampia parte pubblicati nel volume I Fulci. Discorsi parlamentari edito dalla Camera dei Deputati nel 2012, a cura di M. R. Protasi e D. D'Alterio. Lui vivente, alcuni di questi discorsi, ritenuti di particolare interesse, furono editi a parte, secondo l’uso dell’epoca. Se ne dà un breve elenco:
L’agitazione agraria in Sicilia: discorsi dell’onorevole Luigi Fulci pronunciati alla Camera dei Deputati nelle tornate del 29 novembre e 6 dicembre 1920, Roma 1920
Il ministero Bonomi. Discorso del deputato Luigi Fulci pronunciato alla Camera dei Deputati nella tornata del 21 luglio 1921, Roma 1921
Le comunicazioni del governo per le poste e i telegrafi. Discorsi al Senato: 14, 15 agosto 1922, Tipografia del Senato, Roma 1922
La riforma dei codici. Discorso del deputato Luigi Fulci pronunciato alla Camera dei Deputati nella tornata del 2 giugno 1923, Roma 1923

### Discorsi extraparlamentari
Discorso in onore di Luigi Rizzo, ne Le onoranze a Luigi Rizzo. I discorsi di Luigi Fulci e del Ministro della Marina, onorevole Sen. Del Bono, Messina 1918
I diritti a mutuo dei proprietari danneggiati dal terremoto. Discorso tenuto in Messina il 29 aprile 1920, Messina 1920
Il diritto dei coloni perpetui di appropriarsi dei frutti, Città di Castello 1924

### Articoli giornalistici
Luigi Fulci nacque alla vita politica come giornalista e sono tanti gli articoli da lui pubblicati per la “Gazzetta di Messina e delle Calabrie”, per “La Sera” e per altri giornali. Diversi sono anche gli articoli su di lui apparsi sui principali quotidiani nazionali all’epoca in cui fu ministro.